# Паул Пробст
Паул Пробст (нім. Paul Probst; 15 травня 1869 — 9 вересня 1945) — швейцарський стрілець, чемпіон Літніх Олімпійських ігор 1900 і дворазовий чемпіон світу.
На Літніх Олімпійських іграх Пробст взяв участь в змаганнях зі стрільби з простого і швидкісного пістолета на 25 м. В першому одиночному змаганні він посів дев'яте місце, набрав 432 бали. В командному змаганні його команда зайняла перше місце, виграла золоти медалі. В стрільбі на швидкість Пробст став п'ятим.
Через рік він став переможцем на чемпіонаті світу в Люцерні серед команд по стрільбі з пістолета. В 1904 році на чемпіонаті світу в Ліоні Пробст знов став чемпіоном серед команд і срібним призером в індивідуальному поєдинку.

## Результати
Паул Пробст взяв участь лише в одних Олімпійських іграх, які проводились в Парижі під час Літніх Олімпійських ігор 1900 року. Він кваліфікувався в двох дисциплінах. В стрільбі з довільного пістолету на відстань 50 метрів здобув золоту медаль..
Швейцарець здобув в своїй кар'єрі чотири медалі на чемпіонатах світу зі стрільби, але тільки одну з них в змаганнях індивідуальних. Сталось це під час проведення чемпіонату світу в Ліонi (довільний пістолет, 50 м, де посів друге місце. Наступні три медалі він здобув в командному змаганні зі стрільби з довільного пістолету на відстані 50 м..

### Олімпійські результати
| Олімпійські ігри | Дисципліна                      | Результат                            | Місце    | Джерело |
| ---------------- | ------------------------------- | ------------------------------------ | -------- | ------- |
| OІ 1900          | Довільний пістолет, 50 м        | 432 бали                             | 9 (з 20) | [ 4 ]   |
| OІ 1900          | Довільний пістолет, 50 м (ком.) | 2271 бал (ком.), 432 бали (індивід.) | 1 (з 4)  | [ 5 ]   |

### Медалі здобуті на чемпіонатах світу
Результати написані на підставі джерел:
| Чемпіонат світу | Дисципліна                      | Результат                            | Місце |
| --------------- | ------------------------------- | ------------------------------------ | ----- |
| Париж 1900      | Довільний пістолет, 50 м (ком.) | 2271 бал (ком.), 432 бали (індивід.) | 1     |
| Люцерн 1901     | Довільний пістолет, 50 м (ком.) | 2159 балів (ком.)                    | 1     |
| Ліон 1904       | Довільний пістолет, 50 м        | 474 бали                             | 2     |
| Ліон 1904       | Довільний пістолет, 50 м (ком.) | 2333 бали (ком.)                     | 1     |